# Johan Fredrik Monrad

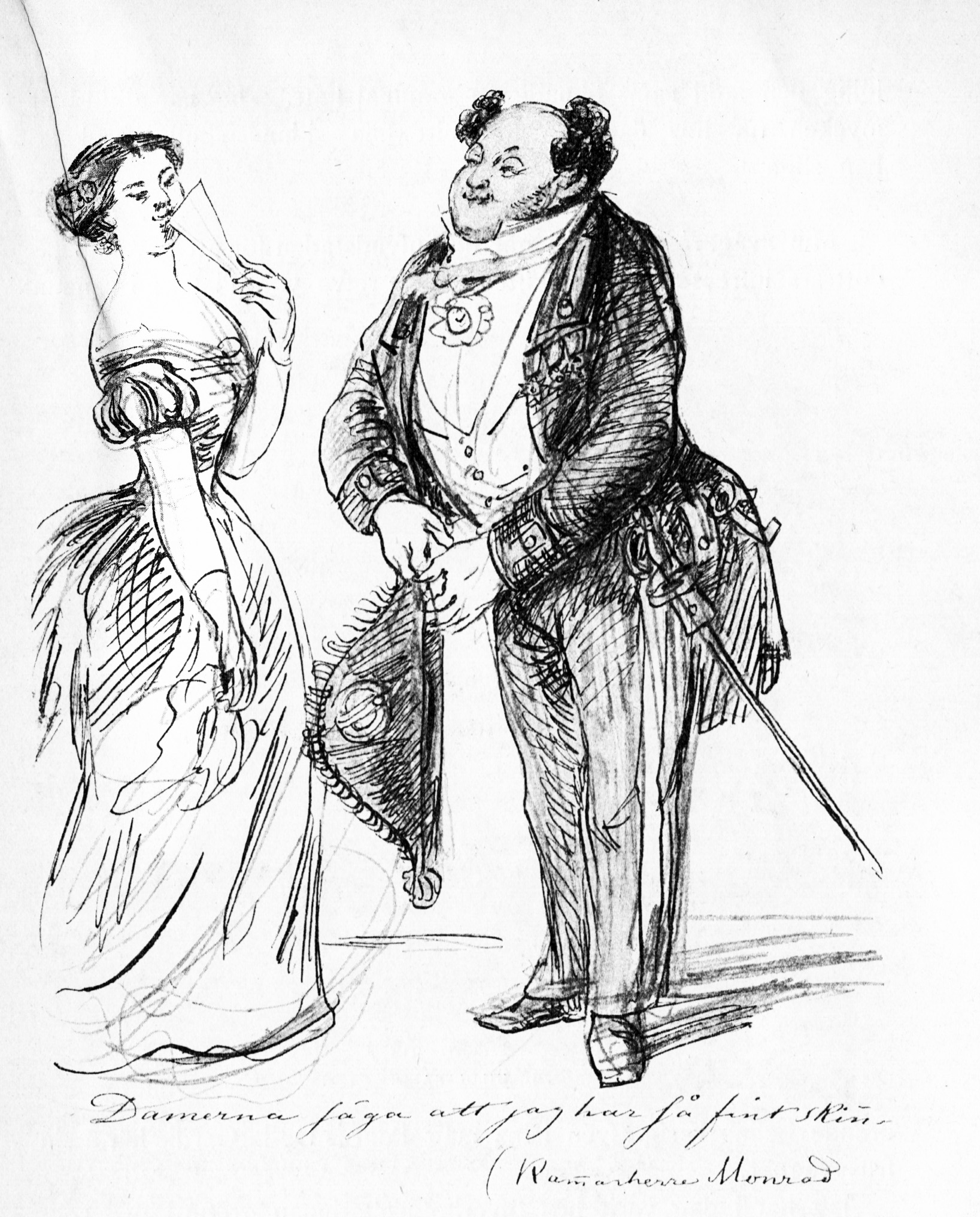
Johan Fredrik Monrad. Damerna säga att jag har så fint skinn. Teckning utförd av Fritz von Dardel.

Johan Fredrik Monrad, född i Bergen den 25 februari 1799, död den 1 februari 1877, var en norsk politisk författare.

## Biografi
Monrad blev student 1816 och juridisk kandidat 1821. År 1841 utnämndes han till expeditionssekreterare i den norska regeringens kansli i Stockholm och kvarstod i denna egenskap till sin död. Monrad utgav Indledning til statsvidenskabernes studium (1854–60). 